# Masquemusica
Masquemusica, nombre artístico de Macarena Campos,  (Santiago, Chile, 1987) es una cantante chilena, reconocida como "una de las voces femeninas más reconocibles" del hip hop chileno.

## Biografía
Hija de una técnico paramédico y un cantante, Macarena Campos ganó en 2003 una beca para estudiar en la Academia Luis Jara, donde aprendió la técnica para cantar.
Tres años más tarde comenzó a trabajar como corista permanente del cantante Bronko Yotte, con quien participó en Primavera Fauna 2018, Lollapalooza Chile 2019 y Primavera Sound 2019. Paralelamente ejerció de periodista en Canal 13, y ha sido colaboradora de Gepe, Ana Tijoux, Ceaese, Oddó, J.J. Pérez y Jonas Sanche.
En 2020, lanzó su carrera como cantante solista con el sencillo Tu tiempo. Al año siguiente lanzó el EP Hecho en Casa, el cual fue registrado en la tetralogía homónima grabada en la Biblioteca Nacional y el Palacio Pereira, ambos en Santiago.
En 2023, se presentó como solista en Lollapalooza Chile y en mayo de ese mismo año teloneó a la cantante Alicia Keys en su presentación en Chile. Ese mismo año también fue nominada a los Premios Musa en la categoría Artista Revelación.

## Discografía

### Álbumes de estudio
- 2024: Tarde o temprano[4][2]

### EP
- 2021: Hecho en Casa